# Blätterröhrlinge
Die Blätterröhrlinge (Phylloporus) sind eine Pilzgattung aus der Familie der Dickröhrlingsverwandten (Boletaceae). Dabei handelt es sich um eine Gruppe von Röhrlingen, deren Fruchtkörper auf der Hutunterseite keine Röhrenschicht („Schwamm“), sondern mehr oder weniger stark ausgeprägte Lamellen („Blätter“) aufweisen. Die Typusart ist das Europäische Goldblatt (Phylloporus pelletieri). Diese einzige in Europa vorkommende Art wurde von europäischen Autoren lange Zeit zu den Filzröhrlingen (Xerocomus) gezählt. Der Verbreitungsschwerpunkt der Blätterröhrlinge liegt auf dem amerikanischen und afrikanischen Kontinent, auch in Asien und Australien kommen Arten vor. Sie leben mit verschiedenen Bäumen in Symbiose.

## Merkmale

### Makroskopische Merkmale
Die Fruchtkörper besitzen eine trockene, matte und filzige Hutoberfläche und auf der Hutunterseite eine lamellenartige Struktur (Hymenophor). Die Lamellen sind an zahlreichen Stellen querverbunden (anastomisiert) und laufen am Stiel schwach bis normal herab. Das Sporenpulver ist braun mit einem oliven Farbton. Die Stieloberfläche ist teils mit sehr kleinen Körnchen bedeckt. Das kompakte Stielfleisch (Trama) fasert in Längsrichtung auf. Es gibt weder ein Teilvelum noch einen Ring (Annulus).

### Mikroskopische Merkmale

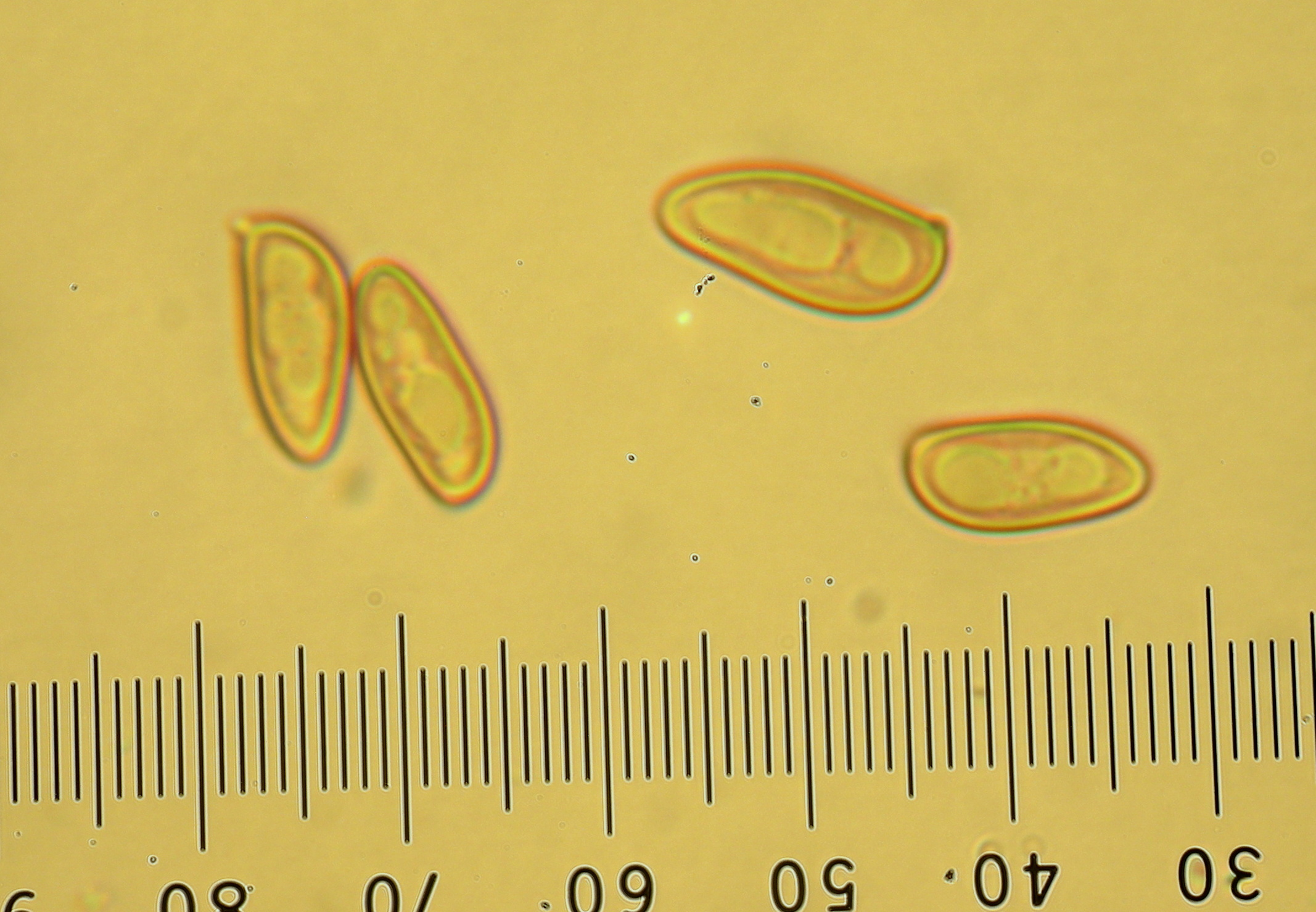
Röhrlingsartige (boletoide) Sporen von Phylloporus boletinoides im Lichtmikroskop

Die Hutdeckschicht ist ein Trichoderm, dessen Pilzfäden (Hyphen) manchmal im Alter teilweise kollabieren. Die Lamellentrama ist phylloporoid mit Randschichten aus nicht-gelatinisierten Hyphen, die sich gegenseitig berühren. Die röhrlingsartig geformten (boletoiden) Sporen erscheinen in der Vorderansicht spindelig-elliptisch, im Profil ungleich. Das Europäische Goldblatt, die einzige europäische Art dieser Gattung, besitzt eine bazillenartige („bacillate“) Sporenoberfläche. Ein großer Teil des Stiels ist mit einer schrittweise fragmentierenden Fruchtschicht (Caulohymenium) aus spärlich verstreuten sporentragenden Ständern (Basidien) bekleidet. Jene Bereiche sehen mit bloßem Auge aus wie sehr kleine Körnchen. Die Oberfläche der Stielbasis ist hingegen steril und haarig-filzig mit wirren Fäden bekleidet (Tomentum). Bei P. pelletieri tritt wahrscheinlich keine ausgeprägte seitliche Stielschicht auf. Im gesamten Fruchtkörper konnten keine Schnallenverbindungen gefunden werden.

## Ökologie
Die Blätterröhrlinge bilden mit verschiedenen Bäumen Ektomykorrhiza (siehe Tabelle im Abschnitt „Arten“).

## Verbreitung
In Europa ist nur das Europäische Goldblatt (Phylloporus pelletieri) heimisch. Den Schwerpunkt haben die Blätterröhrlinge auf dem amerikanischen und afrikanischen Kontinent.

## Arten
Bis auf das Europäische Goldblatt (Phylloporus pelletieri) stammen die nachstehend gelisteten Taxa aus Afrika, Amerika, Asien und Australien.
| Blätterröhrlinge (Phylloporus) weltweit |                                            |                                           |                                                    |
| \| Wissenschaftlicher Name \| Autorenzitat \| Verbreitung \| Symbiosepartner \| \| --------------------------------------- \| ------------------------------------------ \| ----------------------------------------- \| -------------------------------------------------- \| \| Phylloporus alborufus \| Neves & Halling 2010 \| Costa Rica \| Eichen \| \| Phylloporus arenicola \| A.H. Smith & Trappe 1972 \| USA \| Kiefern \| \| Phylloporus aurantiacus \| Halling & G.M. Mueller 1999 \| Costa Rica \| Eichen \| \| Phylloporus australiensis \| Watling 1991 \| Queensland \| \| \| Phylloporus bellus \| (Massee 1914) Corner 1971 \| Costa Rica, Mexiko \| Eichen, Scheinkastanien \| \| Phylloporus bogoriensis \| Höhnel 1914 \| Singapur \| Zweiflügelfruchtbäume \| \| Phylloporus boletinoides \| A.H. Smith & Thiers 1964 \| Belize, USA \| Eichen, Kiefern \| \| Phylloporus caballeroi \| Singer 1973 \| Argentinien, Bolivien, Costa Rica, Panama \| Anden-Erle, Alnus acuminata \| \| Phylloporus centroamericanus \| Singer & L.D. Gómez 1984 \| Costa Rica, Mexiko \| Eichen \| \| Phylloporus clelandii \| Watling 1991 \| Westaustralien \| Roter Eukalyptus \| \| Phylloporus colligatus \| Neves & Henkel 2010 \| Guyana \| Dicymbe \| \| Phylloporus curvatus \| Neves & Halling 2007 \| Thailand \| Scheinkastanien \| \| Phylloporus cyanescens \| (Corner 1971) Neves & Halling 2007 \| Australien, Malaysia \| Eichen, Scheinkastanien \| \| Phylloporus depressus \| Heinemann 1953 \| Zaire \| Johannisbrotgewächse \| \| Phylloporus dimorphus \| Neves & Halling 2007 \| Thailand \| Scheinkastanien \| \| Phylloporus fibulatus \| Singer, Ovrebo & Halling 1990 \| Kolumbien \| Anden-Eiche \| \| Phylloporus flavidulus \| Corner 1971 \| Borneo \| Buchengewächse \| \| Phylloporus flavipes \| Rick 1937 \| Brasilien \| unbekannt \| \| Phylloporus foliiporus \| (Murrill 1943) Singer 1978 \| Japan, USA \| Eichen, Kiefern \| \| Phylloporus gomphidioides \| Heinemann & Rammeloo 1986 \| Burundi \| Johannisbrotgewächse \| \| Phylloporus guanacastensis \| L.D. Gómez 1997 \| Costa Rica \| unbekannt \| \| Phylloporus guzmanii \| Montoya & Bandala-Muñoz 1991 \| Mexiko \| Eichen, Kiefern \| \| Phylloporus gymnocystis \| Singer 1989 \| Brasilien \| Hülsenfrüchtler \| \| Phylloporus hyperion \| (Cooke & Massee 1888) Singer 1962 \| Australien \| Kasuarinen \| \| Phylloporus incarnatus \| Corner 1971 \| Singapur \| Buchengewächse \| \| Phylloporus infuscatus \| Neves & Halling 2007 \| Thailand \| Scheinkastanien \| \| Phylloporus leucomycelinus \| Singer 1978 \| Australien (?), USA \| Buchen, Eichen, Eukalypten \| \| Phylloporus luteobasalis \| Heinemann & Rammeloo 1987 \| Kongo \| Johannisbrotgewächse \| \| Phylloporus luxiensis \| M. Zang 1978 \| China \| unbekannt \| \| Phylloporus manausensis \| Singer 1978 \| Brasilien \| Neea, Wolfsmilchgewächse \| \| Phylloporus nigrescens \| Heinemann & Rammeloo \| Zaire \| Johannisbrotgewächse \| \| Phylloporus novae-zelandiae \| McNabb 1971 \| Neuseeland \| Scheinbuchen \| \| Phylloporus ochraceobrunnescens \| Corner 1971 \| Malaysia \| Buchengewächse \| \| Phylloporus orientalis \| Corner 1971 \| Australien, Borneo, Singapur \| Buchengewächse, Myrtengewächse \| \| Phylloporus orientalis var. brevisporus \| Corner 1971 \| Singapur \| Akazien, Allocasuarina (?), Eukalypten, Kasuarinen \| \| Phylloporus parvisporus \| Corner 1971 \| Singapur \| Buchengewächse \| \| Phylloporus pelletieri \| (Léveillé 1867) Quélet 1888 \| Europa \| Buchen, Fichten, Kastanien, Kiefern, Lärchen \| \| Phylloporus phaeosporus \| Corner 1971 \| Borneo \| Buchengewächse \| \| Phylloporus phaeoxanthus \| Singer & L.D. Gómez 1984 \| Costa Rica, Kolumbien, Mexiko \| Eichen \| \| Phylloporus phaeoxanthus var. simplex \| Singer & L.D. Gómez 1984 \| Costa Rica \| Eichen \| \| Phylloporus pratensis \| Rick 1960 \| Brasilien \| unbekannt \| \| Phylloporus pseudopaxillus \| Heinemann & Rammeloo 1987 \| Kenia \| Johannisbrotgewächse \| \| Phylloporus pumilus \| Neves & Halling 2007 \| Indonesien \| Zweiflügelfruchtbäume \| \| Phylloporus purpurellus \| Singer 1973 \| Costa Rica, Kolumbien \| Eichen \| \| Phylloporus purpureus \| (Beeli 1926) Heinemann 1951 \| Zaire \| Johannisbrotgewächse \| \| Phylloporus purpureus var. ambiguus \| Heinemann 1951 \| Burundi, Zaire \| Johannisbrotgewächse \| \| Phylloporus rhodophaeus \| Heinemann & Rammeloo 1987 \| Zaire \| Johannisbrotgewächse \| \| Phylloporus rhodoxanthus \| (Schweinitz 1822) Bresadola 1900 \| USA \| Buchen, Eichen \| \| Phylloporus rubiginosus \| Neves & Halling 2007 \| Thailand \| Scheinkastanien, Zweiflügelfruchtbäume \| \| Phylloporus rubriceps \| Corner 1971 \| Borneo \| Buchengewächse \| \| Phylloporus rufescens \| Corner 1971 \| Singapur \| Buchengewächse \| \| Phylloporus scabripes \| Ortiz-Santana & Neves 2007 \| Belize \| Kiefern, Eichen \| \| Phylloporus scabrosus \| M. Zang 1978 \| China \| unbekannt \| \| Phylloporus squamosus \| Corner 1974 \| Malaysia \| Eichen \| \| Phylloporus stenosporus \| Corner 1974 \| Malaysia \| Eichen \| \| Phylloporus sulcatus \| (Patouillard 1909) E.-J. Gilbert 1931 \| Indochina \| unbekannt \| \| Phylloporus testaceus \| Heinemann & Goossens-Fontana 1951 \| Zaire \| Johannisbrotgewächse \| \| Phylloporus testaceus var. bisporus \| Heinemann 1951 \| Zaire \| Johannisbrotgewächse \| \| Phylloporus tubipes \| Heinemann 1951 \| Kongo \| Johannisbrotgewächse \| \| Phylloporus tunicatus \| Corner 1971 \| Malaysia \| Buchengewächse \| \| Phylloporus veluticeps \| (Saccardo 1891) Pegler & T.W.K. Young 1981 \| Australien \| unbekannt \| \| Phylloporus viridis \| (Berkeley 1856) Singer 1964 \| Brasilien \| unbekannt \| |                                            |                                           |                                                    |
| Wissenschaftlicher Name | Autorenzitat                               | Verbreitung                               | Symbiosepartner                                    |
| Phylloporus alborufus | Neves & Halling 2010                       | Costa Rica                                | Eichen                                             |
| Phylloporus arenicola | A.H. Smith & Trappe 1972                   | USA                                       | Kiefern                                            |
| Phylloporus aurantiacus | Halling & G.M. Mueller 1999                | Costa Rica                                | Eichen                                             |
| Phylloporus australiensis | Watling 1991                               | Queensland                                |                                                    |
| Phylloporus bellus | (Massee 1914) Corner 1971                  | Costa Rica, Mexiko                        | Eichen, Scheinkastanien                            |
| Phylloporus bogoriensis | Höhnel 1914                                | Singapur                                  | Zweiflügelfruchtbäume                              |
| Phylloporus boletinoides | A.H. Smith & Thiers 1964                   | Belize, USA                               | Eichen, Kiefern                                    |
| Phylloporus caballeroi | Singer 1973                                | Argentinien, Bolivien, Costa Rica, Panama | Anden-Erle, Alnus acuminata                        |
| Phylloporus centroamericanus | Singer & L.D. Gómez 1984                   | Costa Rica, Mexiko                        | Eichen                                             |
| Phylloporus clelandii | Watling 1991                               | Westaustralien                            | Roter Eukalyptus                                   |
| Phylloporus colligatus | Neves & Henkel 2010                        | Guyana                                    | Dicymbe                                            |
| Phylloporus curvatus | Neves & Halling 2007                       | Thailand                                  | Scheinkastanien                                    |
| Phylloporus cyanescens | (Corner 1971) Neves & Halling 2007         | Australien, Malaysia                      | Eichen, Scheinkastanien                            |
| Phylloporus depressus | Heinemann 1953                             | Zaire                                     | Johannisbrotgewächse                               |
| Phylloporus dimorphus | Neves & Halling 2007                       | Thailand                                  | Scheinkastanien                                    |
| Phylloporus fibulatus | Singer, Ovrebo & Halling 1990              | Kolumbien                                 | Anden-Eiche                                        |
| Phylloporus flavidulus | Corner 1971                                | Borneo                                    | Buchengewächse                                     |
| Phylloporus flavipes | Rick 1937                                  | Brasilien                                 | unbekannt                                          |
| Phylloporus foliiporus | (Murrill 1943) Singer 1978                 | Japan, USA                                | Eichen, Kiefern                                    |
| Phylloporus gomphidioides | Heinemann & Rammeloo 1986                  | Burundi                                   | Johannisbrotgewächse                               |
| Phylloporus guanacastensis | L.D. Gómez 1997                            | Costa Rica                                | unbekannt                                          |
| Phylloporus guzmanii | Montoya & Bandala-Muñoz 1991               | Mexiko                                    | Eichen, Kiefern                                    |
| Phylloporus gymnocystis | Singer 1989                                | Brasilien                                 | Hülsenfrüchtler                                    |
| Phylloporus hyperion | (Cooke & Massee 1888) Singer 1962          | Australien                                | Kasuarinen                                         |
| Phylloporus incarnatus | Corner 1971                                | Singapur                                  | Buchengewächse                                     |
| Phylloporus infuscatus | Neves & Halling 2007                       | Thailand                                  | Scheinkastanien                                    |
| Phylloporus leucomycelinus | Singer 1978                                | Australien (?), USA                       | Buchen, Eichen, Eukalypten                         |
| Phylloporus luteobasalis | Heinemann & Rammeloo 1987                  | Kongo                                     | Johannisbrotgewächse                               |
| Phylloporus luxiensis | M. Zang 1978                               | China                                     | unbekannt                                          |
| Phylloporus manausensis | Singer 1978                                | Brasilien                                 | Neea, Wolfsmilchgewächse                           |
| Phylloporus nigrescens | Heinemann & Rammeloo                       | Zaire                                     | Johannisbrotgewächse                               |
| Phylloporus novae-zelandiae | McNabb 1971                                | Neuseeland                                | Scheinbuchen                                       |
| Phylloporus ochraceobrunnescens | Corner 1971                                | Malaysia                                  | Buchengewächse                                     |
| Phylloporus orientalis | Corner 1971                                | Australien, Borneo, Singapur              | Buchengewächse, Myrtengewächse                     |
| Phylloporus orientalis var. brevisporus | Corner 1971                                | Singapur                                  | Akazien, Allocasuarina (?), Eukalypten, Kasuarinen |
| Phylloporus parvisporus | Corner 1971                                | Singapur                                  | Buchengewächse                                     |
| Phylloporus pelletieri | (Léveillé 1867) Quélet 1888                | Europa                                    | Buchen, Fichten, Kastanien, Kiefern, Lärchen       |
| Phylloporus phaeosporus | Corner 1971                                | Borneo                                    | Buchengewächse                                     |
| Phylloporus phaeoxanthus | Singer & L.D. Gómez 1984                   | Costa Rica, Kolumbien, Mexiko             | Eichen                                             |
| Phylloporus phaeoxanthus var. simplex | Singer & L.D. Gómez 1984                   | Costa Rica                                | Eichen                                             |
| Phylloporus pratensis | Rick 1960                                  | Brasilien                                 | unbekannt                                          |
| Phylloporus pseudopaxillus | Heinemann & Rammeloo 1987                  | Kenia                                     | Johannisbrotgewächse                               |
| Phylloporus pumilus | Neves & Halling 2007                       | Indonesien                                | Zweiflügelfruchtbäume                              |
| Phylloporus purpurellus | Singer 1973                                | Costa Rica, Kolumbien                     | Eichen                                             |
| Phylloporus purpureus | (Beeli 1926) Heinemann 1951                | Zaire                                     | Johannisbrotgewächse                               |
| Phylloporus purpureus var. ambiguus | Heinemann 1951                             | Burundi, Zaire                            | Johannisbrotgewächse                               |
| Phylloporus rhodophaeus | Heinemann & Rammeloo 1987                  | Zaire                                     | Johannisbrotgewächse                               |
| Phylloporus rhodoxanthus | (Schweinitz 1822) Bresadola 1900           | USA                                       | Buchen, Eichen                                     |
| Phylloporus rubiginosus | Neves & Halling 2007                       | Thailand                                  | Scheinkastanien, Zweiflügelfruchtbäume             |
| Phylloporus rubriceps | Corner 1971                                | Borneo                                    | Buchengewächse                                     |
| Phylloporus rufescens | Corner 1971                                | Singapur                                  | Buchengewächse                                     |
| Phylloporus scabripes | Ortiz-Santana & Neves 2007                 | Belize                                    | Kiefern, Eichen                                    |
| Phylloporus scabrosus | M. Zang 1978                               | China                                     | unbekannt                                          |
| Phylloporus squamosus | Corner 1974                                | Malaysia                                  | Eichen                                             |
| Phylloporus stenosporus | Corner 1974                                | Malaysia                                  | Eichen                                             |
| Phylloporus sulcatus | (Patouillard 1909) E.-J. Gilbert 1931      | Indochina                                 | unbekannt                                          |
| Phylloporus testaceus | Heinemann & Goossens-Fontana 1951          | Zaire                                     | Johannisbrotgewächse                               |
| Phylloporus testaceus var. bisporus | Heinemann 1951                             | Zaire                                     | Johannisbrotgewächse                               |
| Phylloporus tubipes | Heinemann 1951                             | Kongo                                     | Johannisbrotgewächse                               |
| Phylloporus tunicatus | Corner 1971                                | Malaysia                                  | Buchengewächse                                     |
| Phylloporus veluticeps | (Saccardo 1891) Pegler & T.W.K. Young 1981 | Australien                                | unbekannt                                          |
| Phylloporus viridis | (Berkeley 1856) Singer 1964                | Brasilien                                 | unbekannt                                          |

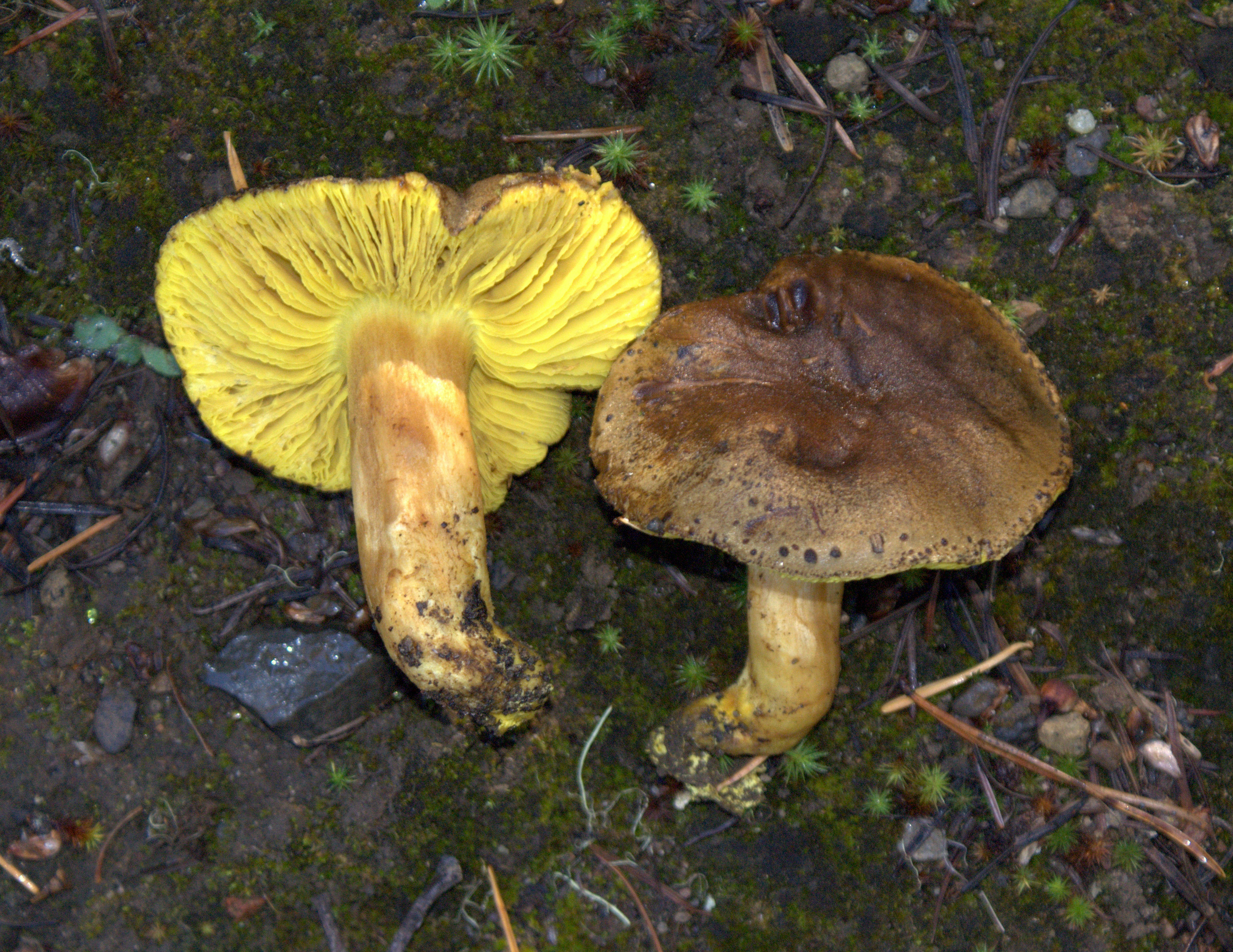
Phylloporus arenicola
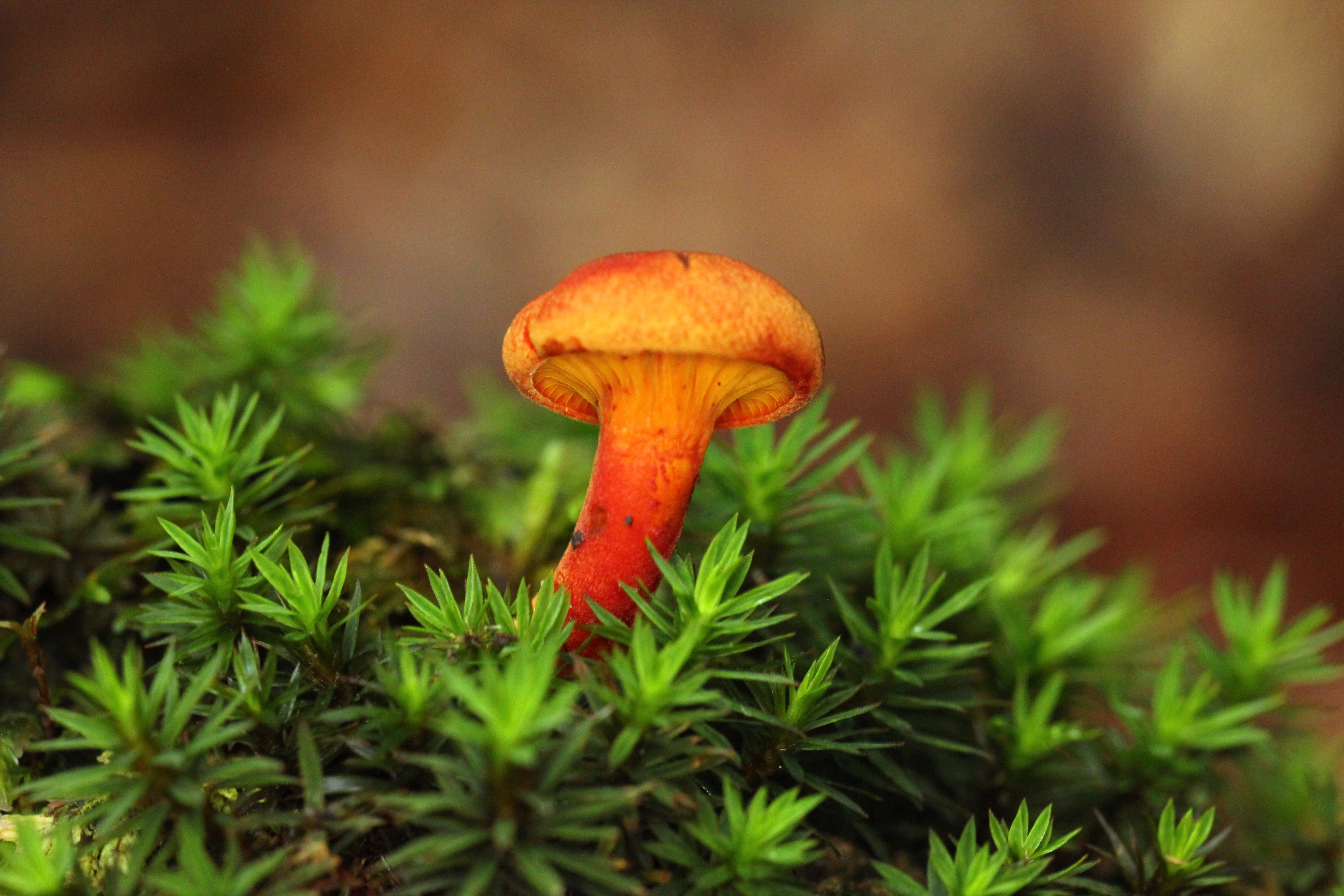
Phylloporus aurantiacus
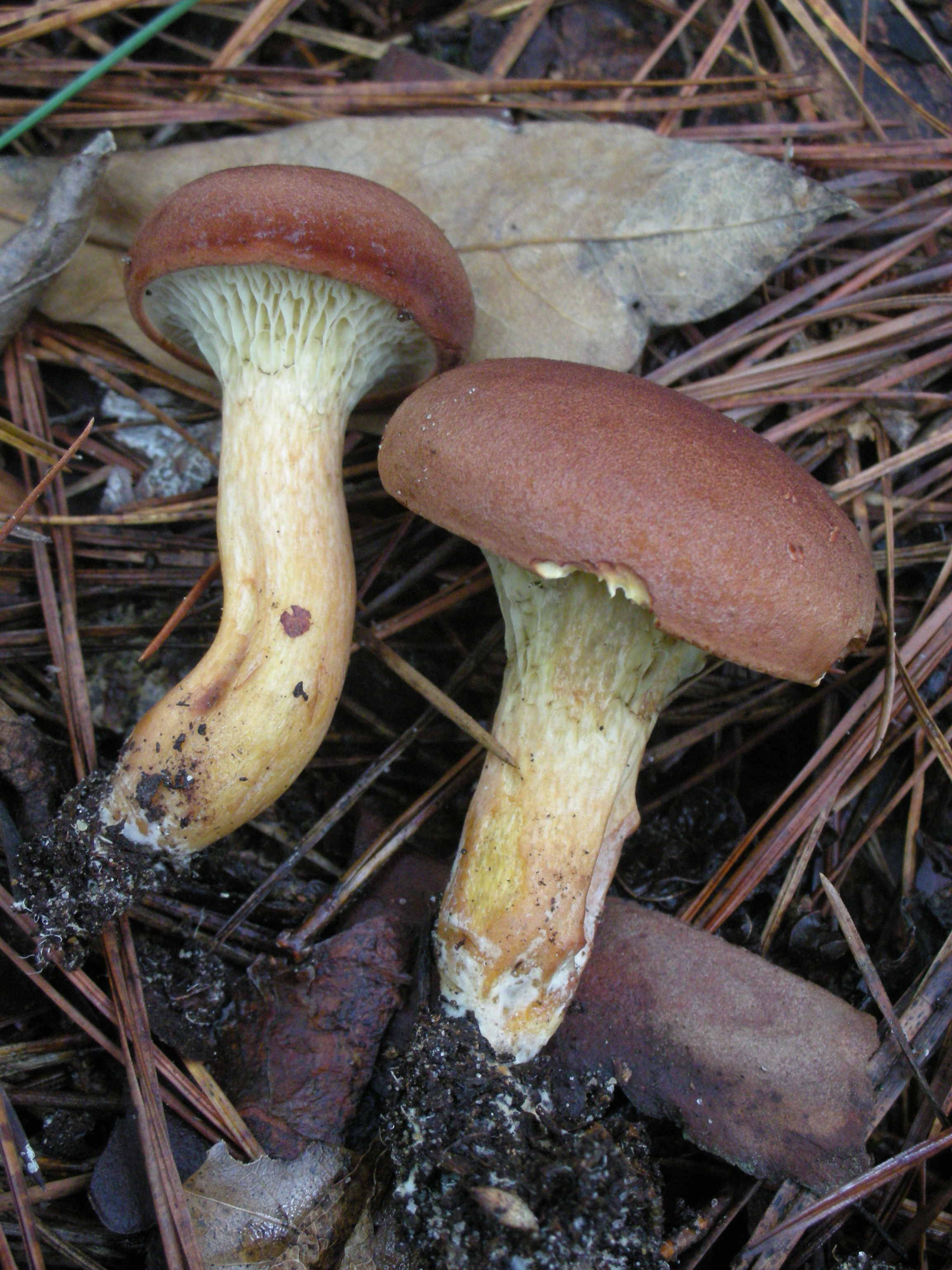
Phylloporus boletinoides
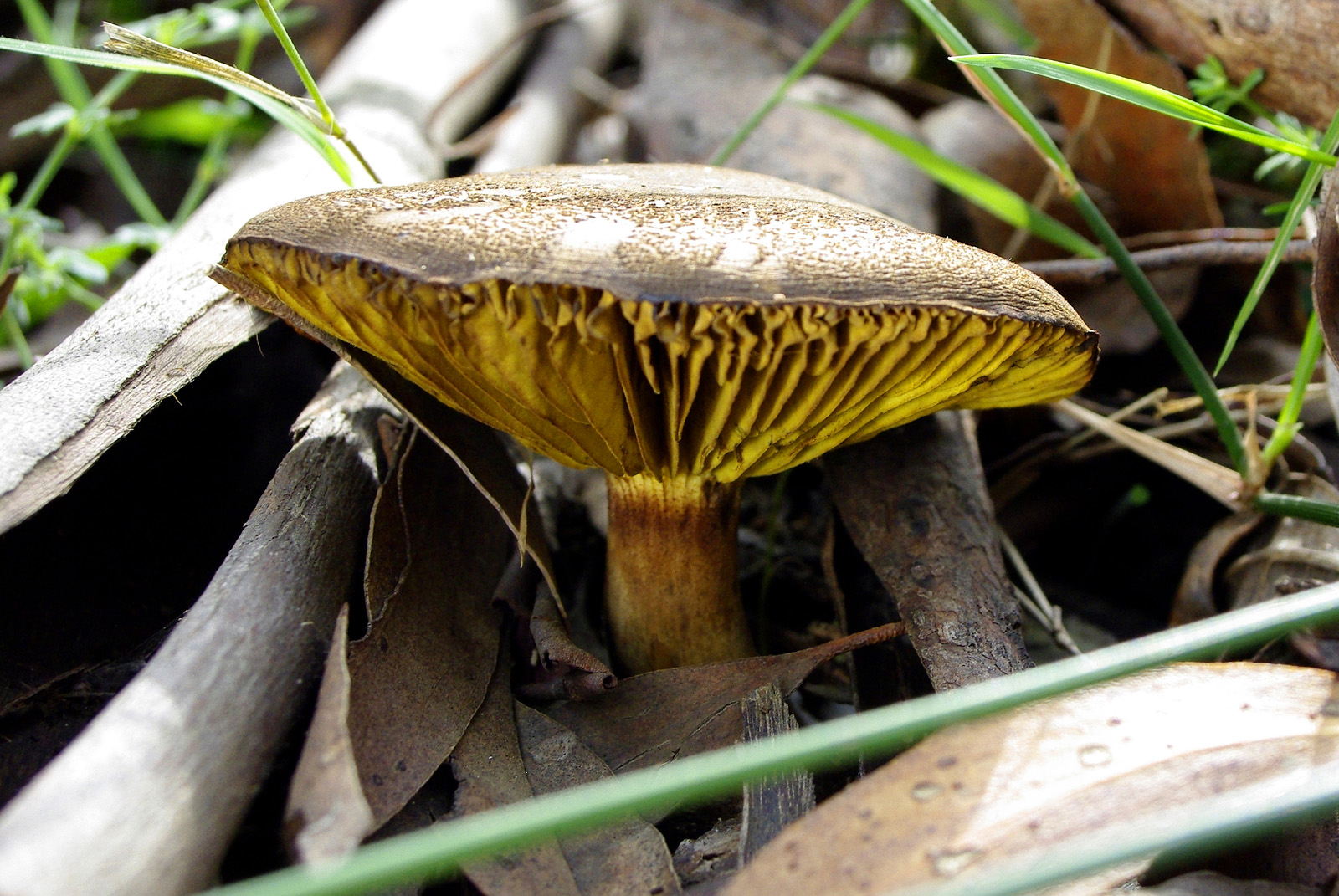
Phylloporus clelandii
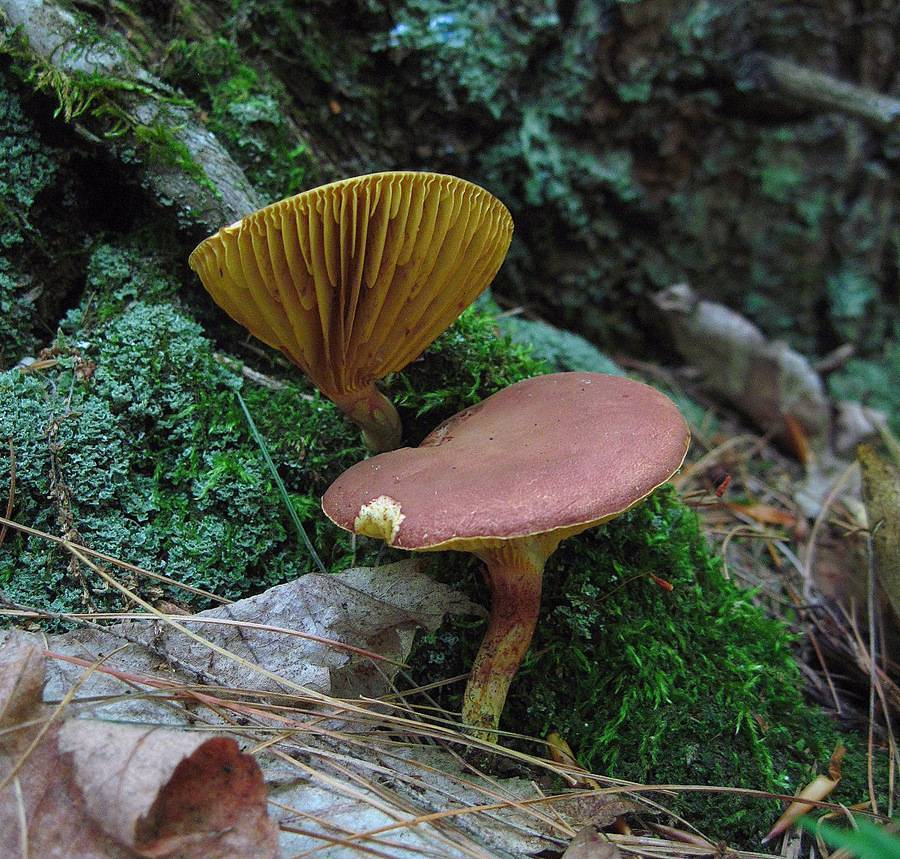
Phylloporus leucomycelinus
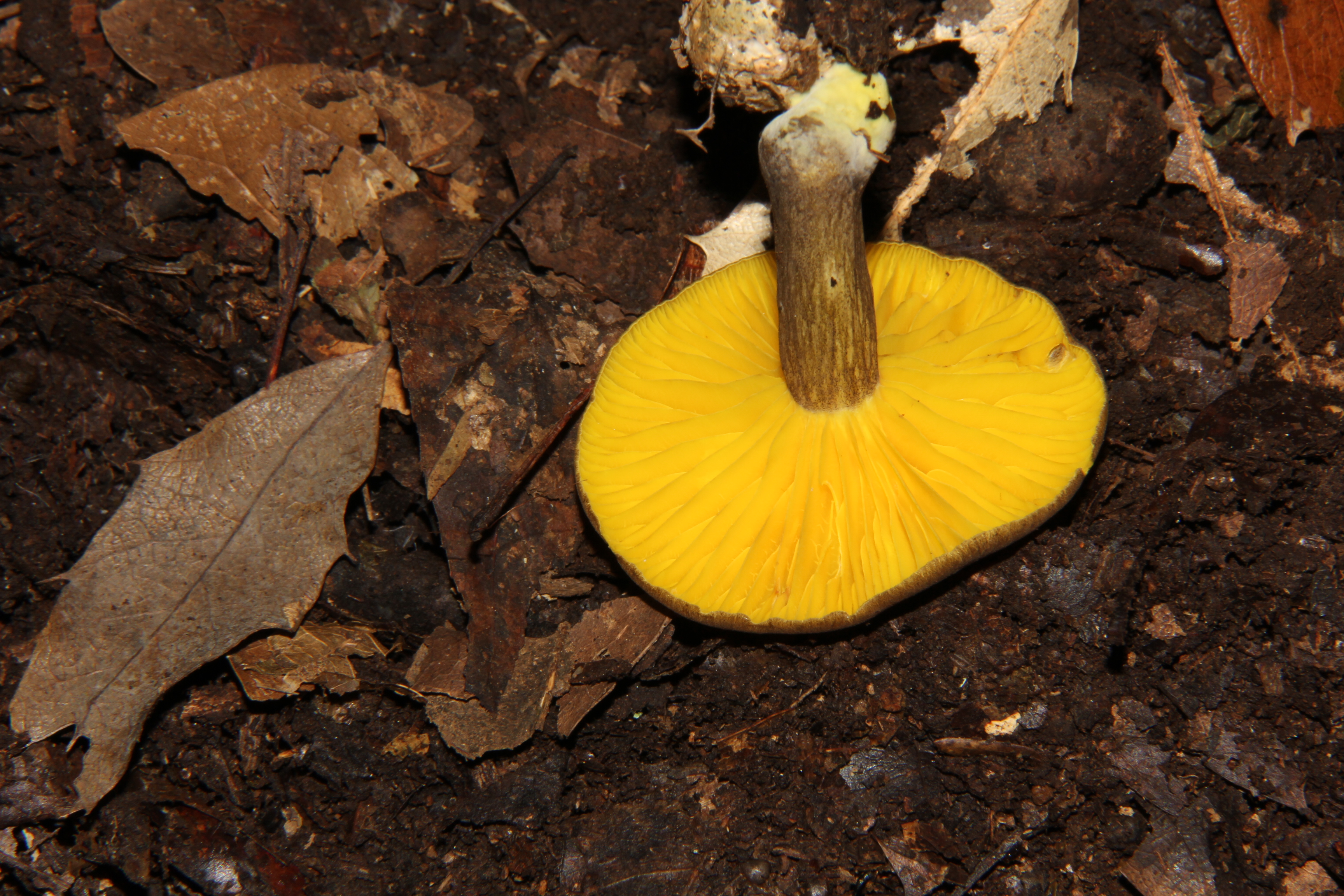
Phylloporus phaeoxanthus
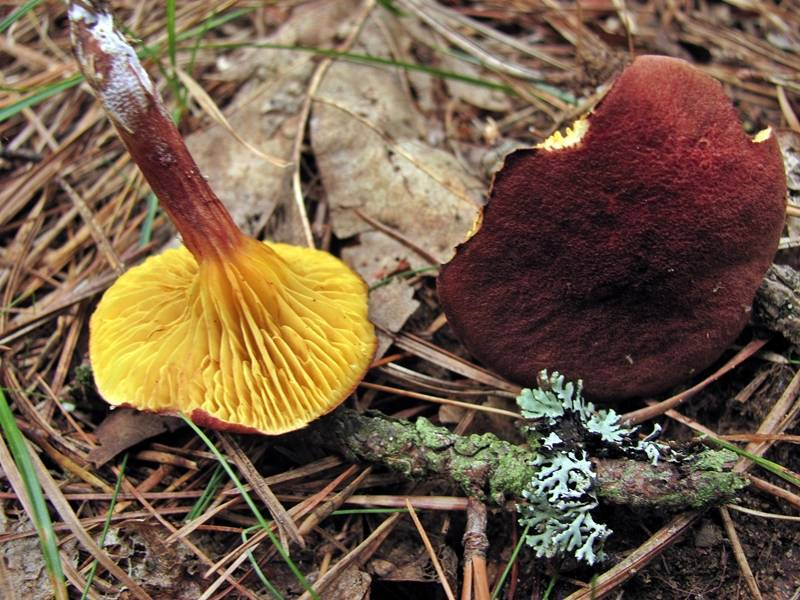
Phylloporus rhodoxanthus

## Verwandtschaft und Systematik

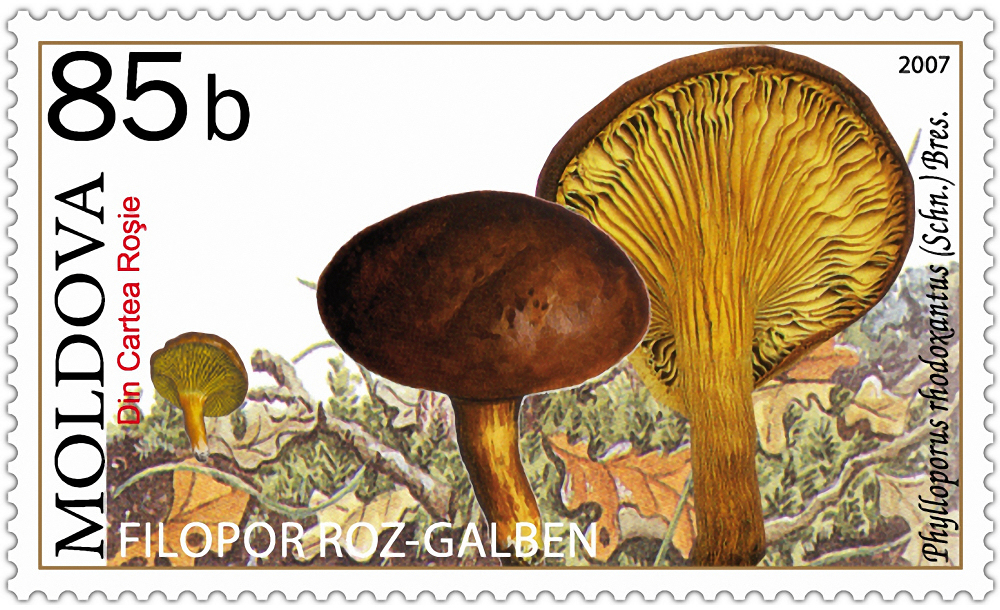
Briefmarke aus Moldawien

Die Blätterröhrlinge stellen in der Familie der Dickröhrlingsverwandten (Boletaceae) eine Besonderheit dar, weil ihre Fruchtkörper eher Lamellen als ein röhrenartiges Hymenophor ausbilden. Andere Fruchtkörpermerkmale, die Sporen-Morphologie sowie die chemischen und molekulargenetischen Daten stützen jedoch die Zugehörigkeit der Gattung zu den Dickröhrlingsartigen. Von einigen Autoren wie Ladurner & Simonini (2003) werden die Blätterröhrlinge in die Gattung der Filzröhrlinge (Xerocomus) eingegliedert. Binders (1999) molekularen Untersuchungsergebnissen zufolge ist Phylloporus eine Schwestergruppe der Filzröhrlinge – jene Gattung umfasst die Arten um die Ziegenlippe (Xerocomus subtomentosus). Maria-Alice Neves (2007) sieht in Phylloporus zudem eine monophyletische Gruppe, die von den Filzröhrlingen abzutrennen ist.
Trotz mehrerer breit angelegter phylogenetischer Studien der Boletaceae ist die verwandtschaftliche Position der Blätterröhrlinge innerhalb der Familie unklar. Früher umfasste die Gattung lediglich eine europäische und eine amerikanische Art. Obwohl die meisten Gattungsvertreter in tropischen Gebieten vorkommen, wurden diese in den Studien vor 2007 nicht berücksichtigt. Neves stellt in ihrer Dissertation 26 Arten aus verschiedenen Erdteilen vor, darunter 19 tropische Taxa. Insgesamt beschrieb sie 7 Arten neu, 2 Arten erhielten in einer späteren Arbeit (2010) einen Namen. Darüber hinaus klärte die Mykologin die Nomenklatur um den Artkomplex von Phylloporus rhodoxanthus auf.

## Anmerkung
1. ↑  
Der Begriff „bacillate“ („bacillées“ auf Französisch) wurde von Heinemann und seinen Mitarbeitern für das feine, aber sehr charakteristische Sporenornament geprägt, das im Rasterelektronenmikroskop zu erkennen ist. Die Sporenoberfläche sieht aus, als wäre sie mit stabförmigen Bakterien (Bazillen) bedeckt. Diese bacillate Ornamentik ist mit ca. 10.000–15.000-facher Vergrößerung auch bei der Ziegenlippe (Xerocomus subtomentosus) und mit 30.000-facher oder höherer Vergrößerung beim Braunen Filzröhrling (X. ferrugineus) nachweisbar.